# نبرد تنگه بادونگ
نبرد تنگه بادونگ (انگلیسی: Battle of Badung Strait) یکی از نبردهای جنگ اقیانوس آرام بود.